# Batalla de Trevilian Station
La batalla de Trevilian Station fue un acontecimiento durante la campaña de Overland del general Ulysses S. Grant y el Ejército del Potomac, que tenía como propósito vencer al general Robert E. Lee y tomar Richmond. Fue la batalla de caballería más grande de la Guerra Civil.

## Antecedentes
En junio de 1864, con la esperanza de distraer al general Lee de los futuros movimientos del ejército de Ulysses S. Grant hacia el río James, el general Philip Sheridan se embarcó hacia una incursión de caballería, que tenía como objetivo destruir las líneas de suministro de los confederados en el norte de Virginia, incluido el centro de ferrocarriles en Gordonsville hasta Charlottesville para encontrarse allí con el general Hunter, que tenía la misión de llegar allí, y luego ir con él a Petersburg, donde se encontrarían otra vez con el general Grant.
Para ello, durante la batalla de Cold Harbor, que Grant ya había visto perdida, Sheridan partió el 7 de junio de 1864 con 9.300 hombres del cuerpo de caballería con el propósito de conseguir esos objetivos.

## La batalla
Los exploradores confederados, sin embargo, pronto discernieron el movimiento de la Unión. Por ello la caballería confederada partió contra él bajo el mando de Wade Hampton y Fitzhugh Lee el 9 de junio. Wade Hampton era desde la muerte de J.E.B.Stuart el nuevo líder de la caballería confederada. Ambas fuerzas llegaron así a la estación el 10 de junio.
Cerca de la estación de Trevilian, Virginia, a seis millas al sudeste de Gordonsville, se enfrentaron el 11 de junio, La avanzada de la caballería unionista fue rodeada por los hombres de Hampton. Sólo los refuerzos de Sheridan evitaron el desastre y tomar la estación Trevilian, que obligaron a Hampton a retirarse varias millas hacia Gordonsville, al oeste de la estación. A la mañana siguiente, después de destruir 5 millas de ferrocarril, la fuerza combinada de caballería de la Unión hizo varios asaltos contra una línea fortificada que los confederados habían edificado durante la noche al oeste de la estación Trevilian, pero todos los ataques fueron rechazados.
En última instancia, Sheridan. a causa de la bajas, se vio obligado a retirarse al final del día.

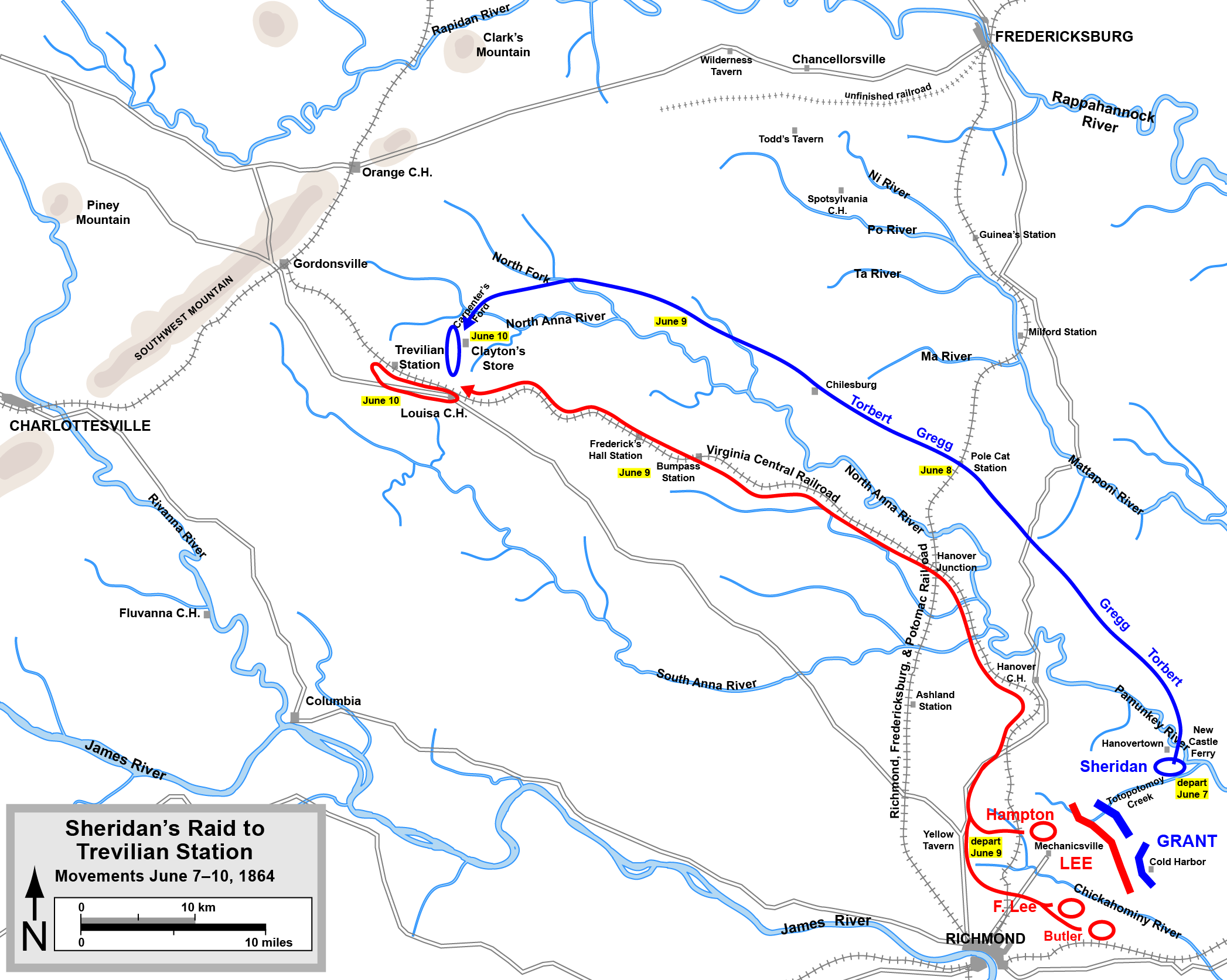
Preludio (7-10 de junio de 1864)      Confederación     Unión
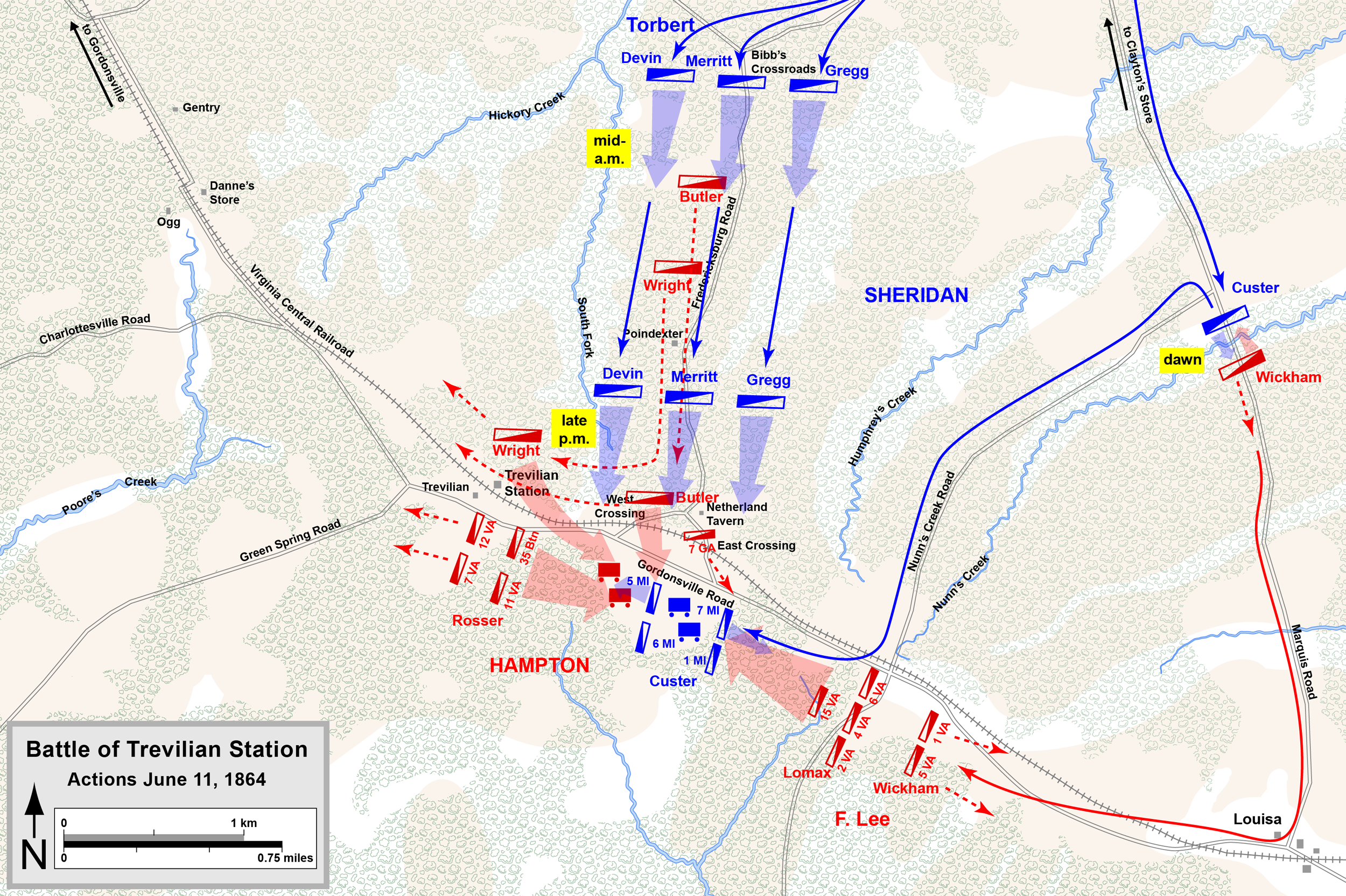
Primer día (11 de junio de 1864)      Confederación     Unión
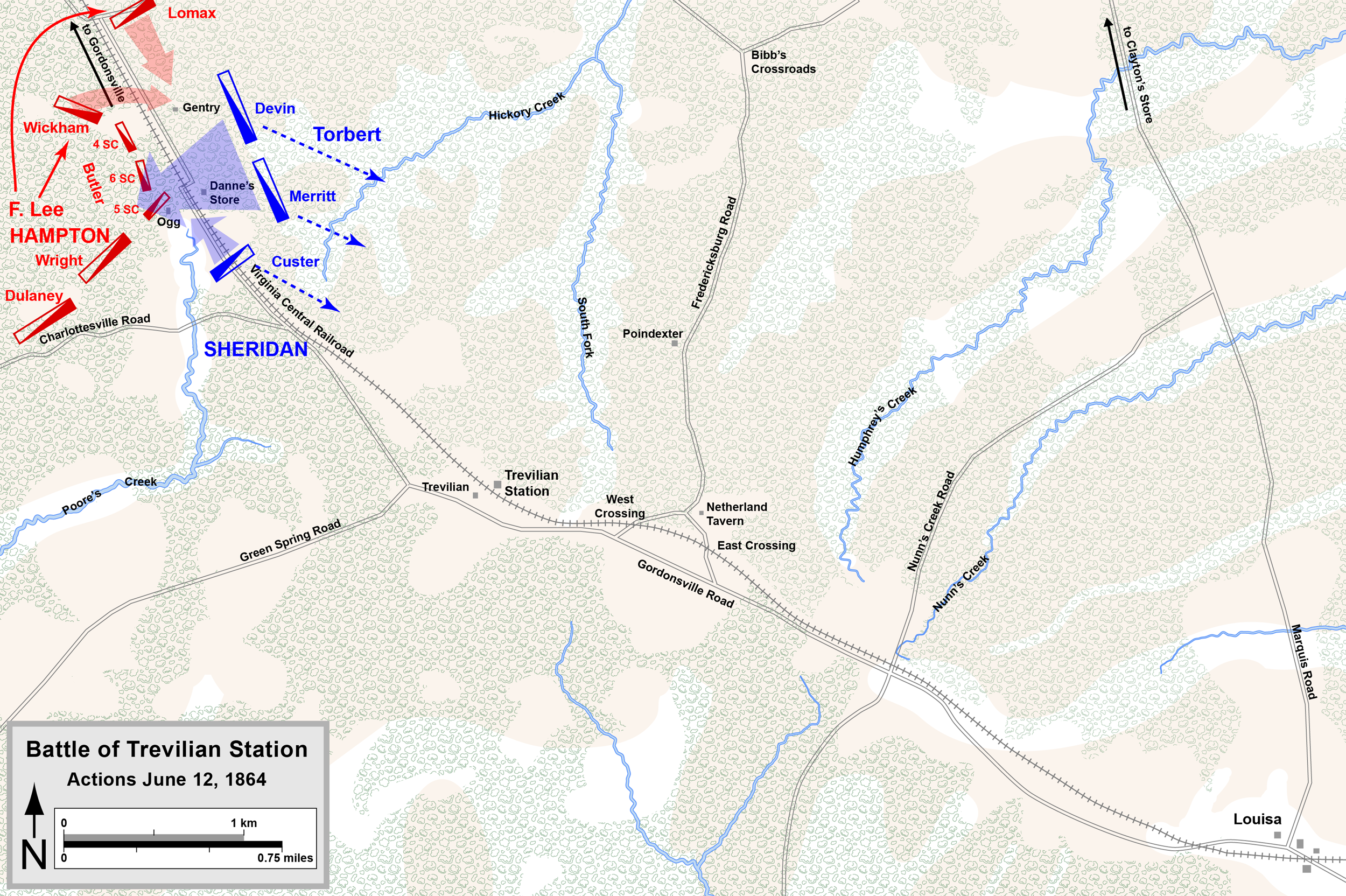
Último día (12 de junio de 1864)      Confederación     Unión

## Consecuencias
Sheridan había logrado atraer la atención de Lee, pero no pudo interrumpir sustancialmente las líneas de suministro, acción que podría haber acelerado el final de la guerra. Fueron reparadas rápidamente y los refuerzos para Lee pudieron así continuar. Adicionalmente Hunter también fue detenido. Aun así la batalla contribuyó a distraer al general Lee acerca de las intenciones de Grant de pasar el río James, ya que, a través de esa acción, Lee tuvo muy poca caballería para discernir lo que estaba planeando Grant. La retirada de Sheridan causó además más tarde la batalla de Saint Mary´s Church, en la que Sheridan, a pesar de tener que retirarse hacia el río James, pudo evitar que la caballería confederada la atacase allí más tarde. Todo esto contribuyó al posterior asedio de Petersburg, que fue el principio del fin de la Confederación.